# The Last Letter
「The Last Letter」（ザ・ラスト・レター）は、吉川晃司の楽曲。2018年1月10日にワーナーミュージック・ジャパン／SAMURAI ROCKより配信限定シングルとしてリリースされた。
本項では、ライブ会場限定で販売されたマキシシングルに関しても記述する。

## 概要
2018年1月10日に配信限定シングルとしてリリースされ、ジャケットのデザインは『月刊ヤングマガジン』で連載された「マジンガーZ インターバルピース」の作画を手がけた長田馨が描き下ろしたもので、吉川とマジンガーZが融合したイラストとなっている。また、同年1月20日・21日に開催された『KIKKAWA KOJI LIVE 2018 “Live is Life”』武蔵野の森総合スポーツプラザ公演の会場では、本楽曲を収録したマキシシングルが限定販売され、同公演で本楽曲を初披露した。マキシシングル版のジャケットは、「マジンガーZ」原作者の永井豪が描き下ろした「吉川晃司xマジンガーZ」スペシャル・ジャケットとなっている。

## 収録曲
1. The Last Letter (4:00)
  - 作詞：吉川晃司・Jam／作曲：吉川晃司／編曲：菅原弘明

映画『劇場版 マジンガーZ / INFINITY』主題歌で、映画のために書き下ろされた楽曲[4][5]。吉川は「（お話しをいただいた時）とても嬉しい反面、身を引き締めて臨まねば、という思いで自分の持てる力は全て出しました。マジンガーZを見て、大いに影響されて育ったガキも50を越え、彼らと同じように生きてきたこの道のりや、マジンガーZと（主人公）兜甲児が今復活したらこんな話をするんだろうな、マジンガーZを一人の男として捉え、二人の会話や、二人肩を並べて空を見ている背中、そんな情景を想いながら彼らの男の哀愁や生き様を描きました。」とコメントしている[4][5]。
2017年12月14日にミュージック・ビデオが公開され、『劇場版 マジンガーZ / INFINITY』の映像の他に、1972年放送開始のテレビアニメシリーズの映像が用いられている[1][2]。
2022年発売のアルバム『OVER THE 9』には新録バージョンで収録されている[6][7]。
2. The Last Letter (Instrumental) (4:00)